# Brachypauropus superbus
Brachypauropus superbus är en mångfotingart som beskrevs av Hansen 1902. Brachypauropus superbus ingår i släktet Brachypauropus och familjen Brachypauropodidae. Inga underarter finns listade i Catalogue of Life.